# نيلوفر أزغب
نيلوفر أزغب (الاسم العلمي:Nymphaea pubescens) هو نوع من النباتات يتبع جنس النيلوفر من الفصيلة النيلوفرية.